# توموت (أستراليا)
توموت هي بلدة، في أستراليا، تقع في نيوساوث ويلز، هي عاصمة Tumut Shire ‏، بلغ عدد سكانها 6,230  نسمة وذلك حسب إحصائيات سنة 2016، رمزها البريدي هو 2720.

## المناخ
يظهر الجدول التالي التغييرات المناخية على مدار السنة لتوموت:
| البيانات المناخية لـتوموت                           | البيانات المناخية لـتوموت | البيانات المناخية لـتوموت | البيانات المناخية لـتوموت | البيانات المناخية لـتوموت | البيانات المناخية لـتوموت | البيانات المناخية لـتوموت | البيانات المناخية لـتوموت | البيانات المناخية لـتوموت | البيانات المناخية لـتوموت | البيانات المناخية لـتوموت | البيانات المناخية لـتوموت | البيانات المناخية لـتوموت | البيانات المناخية لـتوموت |
| الشهر                                               | يناير                     | فبراير                    | مارس                      | أبريل                     | مايو                      | يونيو                     | يوليو                     | أغسطس                     | سبتمبر                    | أكتوبر                    | نوفمبر                    | ديسمبر                    | المعدل السنوي             |
| --------------------------------------------------- | ------------------------- | ------------------------- | ------------------------- | ------------------------- | ------------------------- | ------------------------- | ------------------------- | ------------------------- | ------------------------- | ------------------------- | ------------------------- | ------------------------- | ------------------------- |
| الدرجة القصوى °م (°ف)                               | 42.6 (108.7)              | 42.8 (109.0)              | 41.1 (106.0)              | 31.1 (88.0)               | 26.1 (79.0)               | 23.3 (73.9)               | 23.0 (73.4)               | 25.7 (78.3)               | 31.7 (89.1)               | 33.3 (91.9)               | 39.0 (102.2)              | 40.3 (104.5)              | 42.8 (109.0)              |
| متوسط درجة الحرارة الكبرى °م (°ف)                   | 30.7 (87.3)               | 30.4 (86.7)               | 27.3 (81.1)               | 22.0 (71.6)               | 17.2 (63.0)               | 13.5 (56.3)               | 12.5 (54.5)               | 14.3 (57.7)               | 17.8 (64.0)               | 21.4 (70.5)               | 25.2 (77.4)               | 28.8 (83.8)               | 21.8 (71.2)               |
| متوسط درجة الحرارة الصغرى °م (°ف)                   | 12.9 (55.2)               | 13.4 (56.1)               | 10.5 (50.9)               | 6.3 (43.3)                | 3.7 (38.7)                | 1.6 (34.9)                | 0.9 (33.6)                | 2.0 (35.6)                | 3.7 (38.7)                | 5.9 (42.6)                | 8.5 (47.3)                | 11.0 (51.8)               | 6.7 (44.1)                |
| أدنى درجة حرارة °م (°ف)                             | 2.5 (36.5)                | 3.0 (37.4)                | −1.1 (30.0)               | −2.5 (27.5)               | −5.0 (23.0)               | −6.1 (21.0)               | −7.3 (18.9)               | −6.6 (20.1)               | −4.2 (24.4)               | −2.2 (28.0)               | −1.1 (30.0)               | 1.5 (34.7)                | −7.3 (18.9)               |
| الهطول مم (إنش)                                     | 54.2 (2.13)               | 44.5 (1.75)               | 56.4 (2.22)               | 55.2 (2.17)               | 67.6 (2.66)               | 82.8 (3.26)               | 81.0 (3.19)               | 82.5 (3.25)               | 71.0 (2.80)               | 75.3 (2.96)               | 60.8 (2.39)               | 55.8 (2.20)               | 787.1 (30.98)             |
| متوسط أيام هطول الأمطار (≥ 0.2 mm)                  | 5.4                       | 4.7                       | 5.5                       | 6.6                       | 8.6                       | 11.1                      | 12.1                      | 12.1                      | 10.2                      | 9.0                       | 7.0                       | 6.3                       | 98.6                      |
| المصدر: Australian Bureau of Meteorology; Tumut St. |                           |                           |                           |                           |                           |                           |                           |                           |                           |                           |                           |                           |                           |

## أعلام
- فرانك داونينج
- بوب بانكس
- ريج داونينج
- توم كيرك
- جون ريان